# Acherontia pseudatropos
Acherontia pseudatropos is een vlinder uit de familie van de pijlstaarten (Sphingidae). De wetenschappelijke naam van de soort is voor het eerst geldig gepubliceerd in 1933 door Johannes Karl Max Röber.